# Gufw
Gufw és una interfície gràfica de programari lliure per a l'ufw (d'Uncomplicated FireWall, en anglès «tallafoc no complicat»).
Ubuntu 8.04 (Hardy Heron) va introduir l'ufw, l'eina de línia d'ordres que facilita la configuració dels filtres d'Iptables. Tot i això, la utilització de l'intèrpret d'ordres per interactuar amb l'ufw encara era molt complexa per als usuaris poc avesats, i per aquest motiu es va desenvolupar el Gufw. L'aplicació està desenvolupada en llenguatge Python, a més de Glade per a la seva part gràfica.
Amb el Gufw es pot prescindir d'utilitzar un terminal per utilitzar l'ufw a la línia d'ordres. D'aquesta forma se simplifica el fet d'activar o desactivar els tallafocs, afegir regles que neguin o permetin el pas de dades per determinats ports, o entre determinades adreces IP, activar el protocol IPv6, amagar l'IP a petició, o esborrar conjunts de regles creades. També es pot importar o exportar el conjunt de regles actuals, o afegir una adreça IP a bloquejar des d'un fitxer amb el següent format: Text:IP-Text.
Gufw és disponible als dipòsits de programari oficials i, per tant, la seva instal·lació es pot realitzar fàcilment amb el paquet de programari que Debian té disponible a les diferents versions mantingudes. Gufw utilitza Launchpad de Canonical per a la gestió del seu desenvolupament. Amb aquesta eina es pot fer un seguiment del desenvolupament o avisar de les fallades de programari, així com seguir el seu full de ruta i la traducció en altres idiomes.